# Iglesia de San Mateo Apóstol (Valladolid)
La iglesia de San Mateo Apóstol es un templo católico moderno ubicado en Valladolid. Se encuentra en el Paseo de Zorrilla, colindando con el barrio de la Farola.

## Historia
La iglesia, de enormes proporciones, es la capilla del Colegio del Sagrado Corazón (La Anunciata), perteneciente a las Hermanas Dominicas de la Anunciata y fundado en 1956. Se sitúa en un lugar destacado del edificio, pues sus puertas hacen de fachada principal.
En 1969, el desarrollo urbano motivó que fuera elevada a la categoría de parroquia. En 2012, su circunscripción parroquial fue suprimida con efectos a partir del 1 de septiembre, pues al hecho de encontrarse entre las parroquias de la Inmaculada Concepción (encomendada a los Franciscanos) y de Santo Domingo de Guzmán (erigida en 1964) se añadió el hecho de la moderna construcción de la Parroquia de Santo Tomás prácticamente detrás del complejo. Su territorio se repartió entre las tres.